# 奇利克斯火山
23°35′0″S 67°42′0″W / 23.58333°S 67.70000°W
奇利克斯火山（西班牙語：Chiliques），是智利的火山，位於該國北部安托法加斯塔大區，北面是萊吉亞湖，屬於安第斯山脈的一部分，該火山海拔高度5,778米，